# Linia 2 metra w Neapolu

Logo metra Trenitalia

Linia 2 metra w Neapolu - linia metra jedynie z nazwy gdyż jest to w zasadzie linia kolei aglomeracyjnej należąca do spółki Trenitalia i działająca we włoskim mieście Neapol. 
Linia 2 jest częścią linii kolejowej Neapol - Villa Literno, której trasa przebiega przez Neapol z zachodu na wschód. 